# Вижити Після
«Вижити Після» (рос. Выжить После) — російський постапокаліптичний телесеріал 2013 р. виробництва компанії «Арт Пикчерс Вижн». Сюжет оповідає про долі людей після зомбі-апокаліпсису в мегаполісі, ураженому смертельним вірусом. Прем'єра відбулася 18 листопада на телеканалі СТС.
24 листопада 2013 року серіал продовжено на другий сезон, прем'єра якого відбудеться восени 2014 р.

## Сюжет
Дія відбувається в Москві, в найближчому майбутньому, де 11 молодих людей замкнені в підземному бункері. Вони не знають, як сюди потрапили і заради чого їх тут тримають. Тим часом автомобіль, що перевозить смертельний вірус, потрапляє в аварію, вірус проникає в метро. Десятки тисяч людей гинуть, інших — евакуюють.
Москва спорожніла, її населяють ті, хто не встиг на евакуацію, та мутантки — молоді дівчата, на організм яких вірус діє інакше, перетворюючи їх на щось схоже на зомбі, мураній.

## У ролях
- Олександр Галибін — Іван Сергійович Радомський, батько Ірини, вчений-генетик
- Михайло Єлісєєв — Сергій Михайлович Глотов, керівник проєкту «Клейто»
- Галина Звягінцева — Ірина, дочка Івана Радомського, студентка медичного інституту
- Іван Макаревич — Саша (Скат) хакер
- Дмитро Ендальцев — Мітя, плейбой і тусовщик
- Євгенія Розанова — Надя, модель-початківець
- Сергій Годін — Валера, скінхед
- Вадим Утєнков — Стас, тусовщик і веселун
- Любов Новікова — Марина, красуня, плакса і боягузка
- Бібігуль Актан — Айжан художниця
- Марія Белоненко — Катерина Федякова

## Виробництво

### Музика
Композитор — Антон Новосельцев. У фільмі використано музичні композиції Олександра Карева, Костянтина Тетерюка, Mechanical Pressure, Олександра Соколова, Олександра Маслова, James Oclahoma, Арсенія Ходінова.
- Жан-П'єр Тайеб — Running After My Fate (Crucifying Myself)
- The Hardkiss — October, Make Up, Silence
- Gorchitza — Last Time, L.O.L. (Language Of Love)
- Witchman — Want

## Продовження
24 листопада 2013 р. В'ячеслав Муругов, генеральний директор каналу СТС і генеральний продюсер телесеріалу «Вижити Після», у своєму мікроблозі, у Твіттері, повідомив про те, що другий сезон буде. 10 грудня він під час онлайн-конференції на офіційному сайті каналу СТС, повідомив про другий сезон наступне:
Новий сезон обов'язково буде. Ви його побачите восени 2014 року. Хочу сказати окреме спасибі за ваші відгуки. Цей проект став справжнім хітом і за популярністю навіть обійшов голлівудське кіно на СТС. Я почув всі ваші прохання і побажання з приводу героїв, сюжетних ліній і обіцяю, що ми уважно до цих побажань поставимося. У міру створення проекту — обіцяю, що буду тримати вас в курсі через всі доступні нам засоби комунікації.
16 грудня В'ячеслав Муругов у своєму мікроблозі, у Твіттері, повідомив про те, що на корпоративі компанії «Арт Пикчерс» підписаний договір про зйомки другого сезону «Вижити Після» з режисерами й оператором першого сезону телесеріалу.
7 серпня 2014 р. почалися зйомки 2-го сезону.
З 21 липня по 21 вересня 2015 року пройшли зйомки третього сезону. Цей сезон також складається з 12 серій. Прем'єра відбулася на каналі «СТС Love» 18 лютого 2016 року о 22:00.

## Сезони
| Сезон | Сезон | Серії | Період трансляції               |
| ----- | ----- | ----- | ------------------------------- |
|       | 1     | 1—12  | 18—26 листопада 2013 року       |
|       | 2     | 13—24 | 1—17 лютого 2016 року           |
|       | 3     | 25—36 | 18 лютого — 4 березня 2016 року |